# Macradenia paraensis
Macradenia paraensis es una especie de orquídea epifita.  Es originaria de Sudamérica.

## Descripción
Es una orquídea de tamaño pequeño, con hábitos de epífitas y con pseudobulbos  estrechos oblongo-cónicos, comprimidos, que lleva dos hojas, erectas, membranosas, estrechamente liguladas-lanceoladas, agudas o acuminadas, largo atenuada. Florece en el verano en una laxa inflorescencia colgante de 20 cm  de largo con muchas flores fragantes.

## Distribución
Se encuentra en Brasil.

## Taxonomía
Macradenia paraensis fue descrita por João Barbosa Rodrigues y publicado en Genera et Species Orchidearum Novarum 1: 139. 1877.
Etimología
Macradenia: nombre genérico que es una referencia a los largos pecíolos que tienen estas plantas.
paraensis: epíteto geográfico que alude a su localización en Paraná.